# Charlie Griffiths
Charlie Griffiths (Londra, 22 novembre 1975) è un chitarrista britannico, noto per la sua militanza nel gruppo musicale progressive metal Haken.

## Biografia
Griffiths è entrato nel mondo della musica in giovane età, iniziando a suonare la chitarra all'età di otto anni. Durante l'adolescenza ha suonato in varie band locali e nel 1996 ha conseguito la laurea presso la Guitar Institute di Londra, dove ha ricoperto il ruolo di insegnante di chitarra negli anni successivi. Nel 2002 ha fondato i Linear Sphere insieme al chitarrista e amico di lunga data Martin Goulding, pubblicando tre anni più tardi l'album di debutto Reality Dysfunction. Nel 2008 ha abbandonato il gruppo per entrare negli Haken, con i quali ha inciso e pubblicato sette album in studio a partire dal 2010.
Con l'avvento della pandemia di COVID-19, Griffiths ha avuto modo di lavorare su materiale per il proprio album solista, collaborando con vari artisti come Tommy Rogers dei Between the Buried and Me e Jordan Rudess dei Dream Theater. L'8 aprile 2022 ha annunciato l'album di debutto Tiktaalika, pubblicato il successivo 17 giugno, e presentato il primo singolo Arctic Cemetery.
Il 14 marzo 2025 ha pubblicato il secondo album Gods of Pangaea, il primo ad uscire sotto lo pseudonimo Tiktaalika ma sempre caratterizzato da sonorità vicine al thrash metal.

## Discografia

### Da solista
- 2022 – Tiktaalika
- 2025 – Gods of Pangaea (pubblicato come Tiktaalika)

### Con i Linear Sphere
- 2005 – Reality Dysfunction

### Con gli Haken
- 2010 – Aquarius
- 2011 – Visions
- 2013 – The Mountain
- 2016 – Affinity
- 2018 – Vector
- 2020 – Virus
- 2023 – Fauna

### Collaborazioni
- 2021 – Darby Todd – Beginning of the End (da The Reality of Zeros and Ones)